# David el Gnomo
David el Gnomo es una serie de dibujos animados de BRB Internacional (en coproducción con empresas de animación) emitida por primera vez en 1985, que narra las aventuras en el bosque del gnomo David y su familia, con un importante trasfondo educativo en temas como ecología, amistad y justicia.
Está basada en la obra literaria El libro secreto de los gnomos (Leven en werken van de Kabouter), de los neerlandeses Will Huygen y Rien Poortvliet, escritor e ilustrador, respectivamente.

## Contenido de la serie

### La vida de los gnomos
La serie presenta a los gnomos como una especie bonachona, de 15 cm de altura, a los que se debe añadir el gorro cónico omnipresente, y entre 250 y 300 g de peso. Según su hábitat, se distinguen distintos tipos de gnomos: el del bosque (el más común y al cual los protagonistas pertenecen), el del jardín, el de la granja, el de la casa, el de las dunas y el siberiano. Normalmente se casan a la edad de cien años y su longevidad es exactamente cuatrocientos años. Claman ser siete veces más fuerte que un hombre, en relación con su tamaño, pero deben andar con cuidado de no ser pisoteados por estos cuando se adentran en el bosque.
Viven en pareja en cómodas cuevas o en "madrigueras" bajo un gran árbol, en compañía de una pareja de ratones y un grillo guardián. Su dieta es ovolactovegetariana, sólo comen los productos de la naturaleza y los huevos no fecundados que les regalan las aves que han tenido una puesta muy abundante. Se ayudan de los animales del bosque para viajes de largas distancias o cuando se requiere llegar pronto a un sitio. Son grandes conocedores de los secretos de la naturaleza y detestan los daños que el ser humano le causa. Tienen el poder de la telepatía.
Sus principales enemigos son los troles, unos personajes malolientes y torpes que siempre están incordiando a los demás habitantes del bosque, que suelen recurrir a David a fin de deshacerse de ellos. A pesar del carácter fantástico de la serie, uno de sus rasgos característicos es que los animales no hablan, comunicándose con los sonidos propios de cada especie y que los gnomos son capaces de entender sin importar dicha especie.

### Personajes

#### David
David, hijo de Thym de Upsala, es un gnomo del bosque de trescientos noventa y nueve años, el más anciano del lugar puesto que ninguno vive más de cuatrocientos años, excepto el gnomo del oeste Franklin, el cual vivió quinientos cincuenta años, aunque David conserva un buen estado de forma. De profesión médico, utiliza sus conocimientos sobre hierbas curativas y otras técnicas (hipnosis, acupuntura, etc.) para sanar a enfermos o heridos allí donde le reclamen, ya sean animales u otros gnomos. Cuenta con la ayuda de su fiel amigo el zorro Swift, quien tras un silbido de llamada acude raudo a su encuentro para trasportarlo velozmente en su grupa donde sea necesario. Para viajes transoceánicos, en ocasiones utiliza un canasto sujeto al cuello de aves migratorias como los gansos, aunque no está demostrado que Swift no fuera capaz de hacerlos.
Su nombre en hebreo significa Amado

#### Lisa
Lisa es la esposa de David, de su misma edad y mismo carácter. Juntos tuvieron dos hijos, Lili y Harold, además tienen una nieta adoptiva de nombre Noelia y un sobrino de nombre Tomte en la versión de los 90. Lisa se encarga de las labores del hogar, aunque no duda en acompañar y ayudar a David en sus diversas aventuras. De hecho, en el episodio número 2, "La pequeña bruja", en el que David y Swift han sido capturados por los troles, ella sola organiza un plan para liberarlos que culmina con éxito.

#### Swift
Se trata de un zorro que es el mejor amigo de David, vive en el bosque y siempre está disponible para transportar a David allá donde le requieran. Se caracteriza por su velocidad y resistencia.
David lo llama con un silbido agudo y da igual donde se encuentre porque siempre llega a tiempo, excepto en el capítulo 9, en el cual Swift es envenenado.

#### Los trolls
En la serie aparecen cuatro troles (aunque en la serie se les llama 'trolls', ya que se usa el anglicismo 'troll', con doble 'L', siendo 'trol' y 'troles' las palabras correctas en español) que constantemente están tratando de molestar a los gnomos. Son Pot, Pat, Poopey, y Holley que es el único capaz de pensar. Tienen algunos poderes sobrenaturales, pero su debilidad reside en que la luz directa del sol les convierte en piedra.
Los troles representan el papel de malvados en la serie y, de hecho, sin su presencia la vida de los gnomos sería muy poco emocionante. Los cuatro resultaban, al menos para los niños, realmente inquietantes, incluso terroríficos. Por supuesto, su suciedad era desagradable. En la segunda serie aparecían caracterizados mucho más ridículos.

### Música
María Rosario Ovelar puso la letra y Javier Losada Calvo la música a las canciones de apertura ("Soy un Gnomo") y cierre ("David" y "Swift el zorro", compuesta por Hilario Camacho, según los capítulos), de las que queda un buen recuerdo en la memoria colectiva. La voz de "David el Gnomo" en todas las canciones es de Jorge E. Gómez, quien también es el compositor de algunos de los temas de la serie y era el director general de la discográfica "Bat Discos". La voz en las canciones de "Lisa", la esposa de David el Gnomo, era de José Morato, antiguo solista del grupo "Laredo" que tuvo éxito en los años 70. La producción musical fue de ellos dos y de Oscar Gómez, dueños de la productora CRAB.
La letra de "Soy un Gnomo" es una presentación que realiza David en primera persona dirigiéndose a una audiencia de humanos. Por una parte realza sus características físicas (clama que es "el más anciano del lugar", veloz, diminuto y "siete veces más fuerte que tú") y mentales (felicidad, empatía y tranquilidad). También explica su forma de vida, desde su morada (bajo la raíz de un árbol), pasando por su trabajo de curandero, su preocupación por los troles, las mofetas y las pisadas de los hombres. Además cuenta que su compañía es el zorro Swift, Lisa y los gemelos.

#### Polémica
El tema musical coincide en algunos acordes con la canción "The Pan Within" de The Waterboys. Hay un vacío legal respecto a este hecho, y aunque no se ha podido determinar si hubo plagio por una u otra parte, lo cierto es que la fecha de estreno de la serie es anterior a la publicación del disco.[cita requerida]

#### Final trágico
En el capítulo 26, David y Lisa han alcanzado los 400 años, y como tal deben convertirse en árboles, ya que tras esa edad los cuerpos de los gnomos comienza a quedar inútiles.
La despedida de estos personajes causó la fuerte tristeza de los espectadores, que este final se encuentra entre los más trágicos en series infantiles, junto la serie Dinosaur (Dinosaurios).
Tras este final, Brb se vio obligada a crear nuevos protagonista al reclamo de una secuela.
Hoy en día el final de David y Lisa fue desecho ante la utilización de los personajes en años posteriores como el musical Sábado a la 3:30.

### Faceta educativa
La serie se caracteriza por un afán de transmitir unos valores más respetuosos con el medio ambiente que los usuales de los humanos. El primer capítulo comienza con unas imágenes reales sobre contaminación, destrucción, masificación, etc., haciendo hincapié en lo nefasto de estos comportamientos. Lo contrastan con el antimaterialismo y pacifismo de los gnomos.
Durante la serie se presentan distintos animales y se dan datos sobre su comportamiento y costumbres, normalmente bien documentados. Lo mismo ocurre con las situaciones médicas a las que se tiene que enfrentar David.
Un rótulo en los créditos iniciales de cada capítulo recuerda que "Nadie es mejor por ser más grande", seguido a continuación de un texto compuesto de tres párrafos que aparece de abajo arriba en la pantalla, en el que se puede leer: "Esta serie está inspirada en la propia naturaleza y en realidad es ella la principal protagonista. Los nombres, personajes y situaciones han sido extraídas del libro secreto de los Gnomos, siendo totalmente verídicos. Han tenido que transcurrir muchos siglos para que los humanos tuviéramos acceso a la información más completa que existe sobre el mundo de los Gnomos".

## Reparto
| Personaje   | Actor de voz original | Actor de voz (Hispanoamérica) |
| ----------- | --------------------- | ----------------------------- |
| David       | José María Cordero    | Carlos Petrel                 |
| Lisa        | Matilde Conesa        | Naty Simperio                 |
| Susana      |                       | Rocío Prado                   |
| Swift       | Ramón Langa           | Miguel Ángel Sanromán         |
| Holley      | Paco Hernández        |                               |
| Pat         | Ángel Egido           |                               |
| Pot         | Manuel Peiró          |                               |
| Poopey      | José Moratalla        |                               |
| Troll       |                       | Eduardo Tejedo                |
| Rey Gustav  | Eduardo Moreno        |                               |
| Franklin    | Franklin Rivera       |                               |
| Coneja      |                       | Patricia Acevedo              |
| Veterinario |                       | Gabriel Chávez                |
| Ganso       |                       | Alejandro Illescas            |
| Narrador    | Teófilo Martínez      | Gonzalo Curiel                |

## Producción
La serie fue una producción entre la empresa BRB Internacional, que encargó la realización de la animación a los estudios Wang Film Productions Company de Taipéi y la televisión pública española RTVE, quien emitió la serie por primera vez por su primer canal a partir del 26 de octubre de 1985.

## Pilotos
Se sabe que hubo dos pilotos antes de la versión. El primero fue hecho por Nippon Animation, del que solo se conocen bocetos que fueron vistos en el programa de TVE Hola Chicos.
Hay un segundo piloto semejante a la versión final que hasta ha sido doblado al español. 
Algunas diferencias con el capítulo 1, es que se ve una entrada la casa de David con una pequeña edificación.
Las animaciones y diálogos son diferentes.
De este piloto solo existe para promociones de tve ante el estreno de la serie.

#### Difusión internacional
| Países y/o regiones | Cadena televisiva | Año de estreno |
| ------------------- | ----------------- | -------------- |
| Portugal            | RTP               | 1986           |
| Francia             | FR3               | 1987           |
| México              | XHGC-TV           | 1988           |
| Estados Unidos      | Nickelodeon       | 1988           |
| Países Bajos        | NPO               | 1988           |
| Canadá              | Radio Canada      | 1988           |
| Alemania            | RTL               | 1989           |
| Australia           | ABC               | 1990           |
| Bélgica             | BRT               | 1990           |
| Dinamarca           | TV2               | 1991           |
| Reino Unido         | BBC One           | 1993           |
| Latinoamérica       | Discovery Kids    | 1996           |
| Chile               | Canal Regional    |                |
| Bolivia             | Cadena Estatal    |                |
| Colombia            | Teleantioquia     |                |

Tras su doblaje al inglés, en Estados Unidos se emitió en 1987 por el canal de cable Nickelodeon. Más tarde también la difundió TLC en 1996.
En Portugal fue transmitida en 1986 doblada al portugués en el canal de televisión RTP, siendo más tarde difundida por el canal SIC.
En Bélgica también se emitió doblada al flamenco en 1990 por el canal BRT1. En Australia la ha emitido Australian Broadcasting Corporation, en Irlanda RTÉ Two, en Reino Unido BBC, para Latinoamérica se transmitió en los años '90 por el canal Discovery Kids, en México por Canal 5 (XHGC) de Televisa, en Chile el Canal Regional y en Bolivia por la Cadena Estatal. En Colombia fue transmitida por el canal regional Teleantioquia. También fue emitida por en Alemania por RTL. Recientemente han salido ediciones en DVD de la serie completa en varios idiomas.

### Lista de capítulos
1. David el gnomo
2. La pequeña bruja
3. La niña italiana
4. El bebé troll
5. Construyendo el hogar
6. La boda
7. Un día en el hogar
8. El lago negro
9. El estanque del bosque
10. El oficio de curar
11. El bisturí mágico
12. El viejo jardín
13. El oso atrapado
14. Un paseo accidentado
15. El leñador
16. Una lección al gnomo Kostia
17. El rescate de las liebres
18. El tobillo roto
19. La piedra sin sombra
20. Los papamoscas
21. El salvamento de los murciélagos
22. Fiesta en el molino
23. Viaje a Australia
24. El lobo envenenado
25. El viejo médico
26. La montaña del más allá

### Secuelas
Tras el éxito de la serie inicial, el mismo equipo lanzó La llamada de los gnomos (1987), con el mismo arco narrativo, pero con personajes nuevos. En esta ocasión el protagonista es un gnomo llamado Klaus, de profesión juez, que viaja con su ayudante Dani intentando resolver disputas de la mejor manera posible.
Sobre esta segunda serie se hicieron dos películas: Los gnomos en la nieve (1999) y Las fantásticas aventuras de los gnomos (2000). Antes se había realizado otra película con David y Lisa como protagonistas: La gran aventura de los gnomos (1990), hecha juntando los capítulos 7, 8, 9 y 25 de la serie, en algunos casos (especialmente el 25) reutilizando las imágenes pero cambiando totalmente las escenas con el doblaje.
En 1996 se realizó una serie llamada El nuevo mundo de los gnomos, un reboot donde repetían los personajes de David el Gnomo y Lisa. Esta serie fue emitida en España por Antena 3 Televisión.